# يان ألين
يان ألين (بالإنجليزية: Ian Allen)‏ (27 يناير 1932 في المملكة المتحدة - ) هو لاعب كرة قدم بريطاني في مركز الهجوم. لعب مع كوينز بارك رينجرز ونادي بورنموث ونادي سالزبري سيتي وBeith F.C. ‏.

## وصلات خارجية
- يان ألين على موقع قاعدة بيانات كرة القدم.إي يو (الإنجليزية)